# Matratzen-Tango
Matratzen-Tango ist ein deutsches Sexfilm-Lustspiel aus dem Jahre 1973 mit Rinaldo Talamonti als Klischee-Italiener auf Mädchenjagd.

## Handlung
Ugo Domani ist als Gastarbeiter in Deutschland gelandet und arbeitet bei der städtischen Müllabfuhr. Als ständig spitzer Papagallo steht er sexuell dauernd unter Strom und lechzt nach deutschen Frauen. Die hübsche, junge Ursula hat es ihm besonders angetan. Doch mit diesem sozialen Hintergrund hat er so gar keine Chance bei der Beamtentochter, und der Herr Papa zeigt für ihn auch wenig Begeisterung. Doch Ugo will nicht aufgeben und versucht seine ganze zweite Leidenschaft, das Radfahren, beim Werben um Ursulas Herz und Bett zielgerichtet einzusetzen. Denn als erfolgreicher Radrennfahrer glaubt er, deutlich bessere Chancen zu haben, und so sagt er nicht nein, als man ihm anbietet, am nächsten Sechstagerennen teilzunehmen.
Die Sache hat nur leider einen Haken, und der ist nicht ohne. Man bläut ihm ein: „Ab sofort keinen Sex mehr, da dafür zuviel für das Rennen dringend benötigte Energie verloren geht!“ Doch Ugo wäre nicht das Abziehbild eines italienischen Sexprotzes, wenn er nicht beides gleichzeitig machen könnte, zumal es seine Mitbewohner um ihn herum ständig wie die Kaninchen treiben. Der Manager eines rivalisierenden Radrennfahrers hetzt ihm sogar eigens angeheuerte Betthäschen auf den Hals, um Ugos sexuelle Enthaltsamkeit herauszufordern und ihn endgültig mürbe zu machen. Ugo kann bald an gar nichts anderes mehr denken kann als Sex, Sex, Sex … und natürlich an Ursula. Schließlich kommt es doch noch zum Happy End.

## Produktionsnotizen
Matratzen-Tango wurde im Frühsommer 1973 gedreht und am 7. September 1973 uraufgeführt. Rinaldo Talamonti spielte hier seine erste alleinige Filmhauptrolle.
Die Filmbauten schuf Herta Hareiter.

## Kritik
Im Lexikon des internationalen Films heißt es: „Ödes Sexfilmchen.“